# Драгослав Страњаковић
Драгослав Страњаковић (Ужице, 31. мај 1901 — Београд, 27. новембар 1966) био је српски историчар, професор Београдског универзитета и потпредседник Српског културног клуба. За време Другог светског рата био је члан четничког Централног националног комитета. После рата осуђен је на временску казну.

## Биографија
Студије историје је завршио 1927. у Београду. За време свог наставничког занимања највише се бавио историјом 19. века и периодом владавине династије Обреновића.
Од 1925. је радио као асистент на катедри за националну историју Филозофског факултета. Ванредни професор је постао уочи новог рата 1940. године. Био је такође ангажован и у Српском културном клубу као уређивач текстова.
За време окупације, наставио је да предаје на Београдском универзитету, али је ускоро напустио службу. Од тада, па све до почетка 1943. није активно деловао.
У јануару 1943. улази у састав београдског политичког Одбора Равногорског покрета, а затим и у Централни национални комитет Краљевине Југославије.
По успостављању нове послератне власти у Београду, Страњаковић се предаје. Ускоро је био и пензионисан а затим политички гоњен и затваран.
Затворску казну је издржао у Сремској Митровици. Поново се враћа у друштвену сферу 1954. године. Од 1955. радио је као предавач на Богословском факултету.
Преминуо је 27. новембра 1966. у Београду.

## Дела
- Влада Уставобранитеља, Београд, 1935.
- Биографија Карађорђа Петровића, Београд, 1946.
- Страњаковић, Драгослав (1991). Највећи злочини садашњице: Патње и страдање српског народа у Независној Држави Хрватској од 1941-1945. Горњи Милановац-Приштина: Дечје новине, Јединство.

Поред ових књига написао и објавио близу 300 научних радова.